# Jocelyn Moorhouse

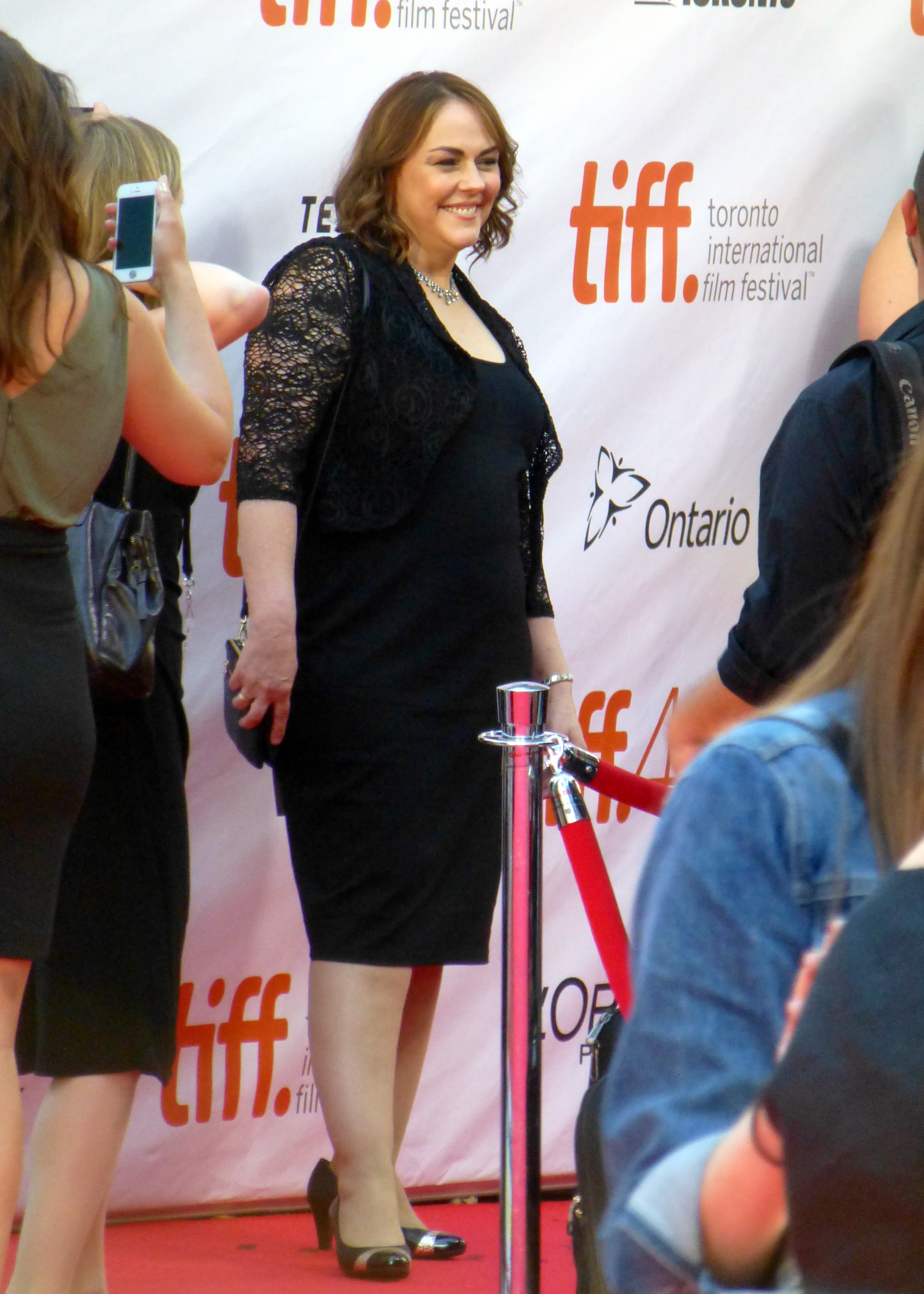
Jocelyn Moorhouse bei der Premiere von The Dressmaker

Jocelyn Moorhouse (* 4. September 1960 in Melbourne, Victoria) ist eine australische Filmregisseurin, Filmproduzentin und Drehbuchautorin. Sie inszenierte Kinofilme wie Proof – Der Beweis, Ein amerikanischer Quilt, Tausend Morgen und The Dressmaker.

## Leben und Karriere
Jocelyn Denise Moorhouse wurde 1960 in Melbourne im australischen Bundesstaat Victoria als Tochter der Eheleute John Henry Murray und Denise Patricia Moorhouse geboren. Mit 23 Jahren machte sie ihr Diplom an der Australian Film Television and Radio School in Sydney, wo sie auch ihren späteren Mann P.J. kennenlernte. Moorhouse begann ihre Laufbahn als Regisseurin und Drehbuchautorin während der 1980er Jahre mit den beiden Kurzfilmen Pavane (1983) und The Siege of Barton’s Bathroom (1986).
1991 inszenierte sie mit der Kinoproduktion Proof – Der Beweis über die Thematik Liebe und Sehen, ein erfolgreiches Filmdrama. Im Mittelpunkt der Geschichte stehen ein blinder Fotograf, sein Freund, der ihm die Welt beschreibt, und eine junge Frau. Der Film mit Hugo Weaving, Russell Crowe und Geneviève Picot in den Hauptrollen erhielt zahlreiche internationale Auszeichnungen, unter anderem 1991 den Australian Film Institute Award für den Besten Film, ferner Preise in vier weiteren AFI-Kategorien, darüber hinaus den British Film Institute Award 1992, sowie zahlreiche Festival Preise, unter anderem für Jocelyn Moorhouses Regieleistung bei den Internationalen Filmfestspielen von Cannes, beim Chicago International Film Festival, beim São Paulo International Film Festival oder beim Tokyo International Film Festival.
1995 drehte sie das US-amerikanische Filmdrama Ein amerikanischer Quilt mit Winona Ryder, Ellen Burstyn und Anne Bancroft in den Hauptrollen. Der Film erhielt 1996 verschiedene Nominierungen, unter anderem eine Screen-Actors-Guild-Award-Nominierung in der Kategorie Outstanding Performance by a Cast. 1997 verfilmte Jocelyn Moorhouse mit dem Drama Tausend Morgen in der Besetzung Michelle Pfeiffer, Jessica Lange und Jennifer Jason Leigh den Roman der US-amerikanischen Autorin und Pulitzer-Preis-Trägerin Jane Smiley. Der Film erhielt 1998 unter anderem eine Golden-Globe-Award-Nominierung für die Schauspielerin Jessica Lange.
2002 schrieb sie das Drehbuch zu P.J. Hogans Musical-Komödie Wer tötete Victor Fox? mit Kathy Bates, Rupert Everett und Meredith Eaton in den Hauptrollen, die sie auch produzierte. Bereits 1994 war sie bei der international preisgekrönten Komödie Muriels Hochzeit von P.J. Hogan als Produzentin in Erscheinung getreten.
Im Herbst 2014 begannen die Dreharbeiten zu ihrem Film The Dressmaker, der auf einem Roman von Rosalie Ham basiert. Die Hauptrollen übernahmen Kate Winslet und Liam Hemsworth. Der Film feierte seine Premiere im September 2015 auf dem Toronto International Film Festival.
2017 wurde sie in die Academy of Motion Picture Arts and Sciences (AMPAS) aufgenommen, die jährlich die Oscars vergibt.
Jocelyn Moorhouse ist mit dem australischen Regisseur und Drehbuchautor P. J. Hogan (Paul John Hogan) verheiratet, mit dem sie einige gemeinsame Filmprojekte realisierte, die beiden haben zusammen vier Kinder, Maddy, Jack, Spike und Lily.

## Filmografie (Auswahl)

### Regie
- 1983: Pavane (Kurzfilm)
- 1986: The Siege of Barton’s Bathroom (Kurzfilm)
- 1991: Proof – Der Beweis (Proof)
- 1995: Ein amerikanischer Quilt (How to Make an American Quilt)
- 1997: Tausend Morgen (A Thousand Acres)
- 2015: The Dressmaker
- 2018: Wanted (Fernsehserie, eine Folge)
- 2019: Les Norton (Fernsehserie, acht Folgen)
- 2020: Stateless (Fernsehserie, drei Folgen)
- 2021: Wakefield (Fernsehminiserie, fünf Folgen)
- 2022: Troppo (Fernsehserie, zwei Folgen)
- 2022: Savage River (Fernsehminiserie, sechs Folgen)
- 2024: Boy Swallows Universe (Fernsehminiserie, drei Folgen)
- 2024: The Fabulous Four

### Drehbuch
- 1983: Pavane
- 1988: The Bartons (Fernsehserie, eine Episode)
- 1990–1991: Die fliegenden Ärzte (Fernsehserie, zwei Episoden)
- 1991: Proof – Der Beweis (Proof)
- 2002: Wer tötete Victor Fox? (Unconditional Love)
- 2015: The Dressmaker

### Produktion
- 1994: Muriels Hochzeit (Muriel’s Wedding)
- 2002: Wer tötete Victor Fox? (Unconditional Love)
- 2003: Peter Pan
- 2012: Mental